# Облога Еретрії
Облога Еретрії (490 до н. е.) — облога і взяття перськими військами грецького міста Еретрії під час походу Датіса і Артаферна до Греції.
Перше перське вторгнення стало відповіддю на участь греків у Іонійському повстанні, коли еретрійці і афіняни послали сили на допомогу містам Іонії, що бажали звільнитися від перського панування. Еретрійцям і афінянам вдалося захопити і спалити Сарди, але потім вони були змушені відступити з великими втратами. Перський цар Дарій I вирішив помститися Афінам і Еретрії.
Після того, як Іонійське повстання було остаточно розгромлено персами в битві при Ладі, Дарій став будувати плани завоювання Греції. У 490 році до н. е. він відправив військово-морські сили під командуванням Датіса і Артаферна в Егейське море, наказавши підпорядкувати Кіклади, а потім провести каральні експедиції проти Афін і Еретрії. Після успішної кампанії в Егейському морі перси підпливли до Евбеї і взяли в облогу Еретрію. Облога тривала шість днів до того часу, як п'ята колона з еретрійської знаті здала місто персам. Місто було розграбоване, а населення поневолене за наказом Дарія. Полонені еретрійці були відправлені до Персії і поселені як колоністи у Кіссії.
Після падіння Еретрії перський флот відплив до Афін і кинув якір у Марафонській бухті. Афінська армія рушила проти них і перемогла в знаменитій Марафонській битві, яка поклала кінець першому перському вторгненню.

## Передісторія
Причини першого перського вторгнення в Грецію беруть свій початок в Іонійському повстанні, яке є першим етапом греко-перських війн. Проте воно було також результатом довгострокової взаємодії між греками і персами. У 500 році до н. е. Перська імперія була ще відносно молодою і дуже експансіоністською, але повстання в підвладних землях були не так вже й рідкісні. Перський цар Дарій фактично був узурпатором і довгий час боровся з повсталими. Ще до Іонійського повстання Дарій почав експансію в Європі, підпорядкував Фракію і змусив Македонію вступити в союз з ним. Спроби подальшої експансії в Грецію були неминучими. Проте Іонійське повстання стало прямою загрозою цілісності Перської імперії, а для держав материкової Греції було потенційною загрозою для їх майбутньої стабільності.

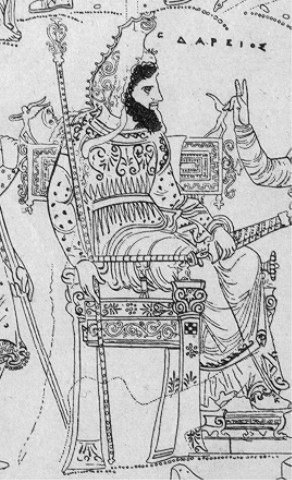
Дарій I в зображенні грецького художника. IV ст. до н. е.

Іонійське повстання почалося з невдалої експедиції проти Наксоса, яка була спільним походом перського сатрапа Артаферна і тирана Мілета Аристагора. Згодом Артаферн вирішив усунути Аристагора від влади, але не встиг це зробити, так як Аристагор зрікся престолу і оголосив про введення в Мілеті демократії. Інші іонійські міста наслідували його приклад (там усунули призначених персами тиранів) і оголосили свої міста демократичними. Потім Аристагор звернувся до полісів балканської Греції з проханням про допомогу, але тільки в Афінах і Еретрії погодилися відправити війська.
Причини, через які Еретрія надала допомогу іонійцям, до кінця не ясні. Можливо, головною причиною була економічна: Еретрія була торговим містом, а її торгівлі заважало панування персів в Егейському морі. Геродот припускає, що еретрійці підтримували повстанців у подяку за допомогу мілетян у війні проти Халкіди.
Афіняни та еретрійці послали флот з 25 трієр у Малу Азію на допомогу повстанцям. Там грецької армії вдалося спалити нижню частину Сард. Але на цьому успіхи закінчилися і на зворотному шляху, коли їх переслідували перські вершники, вони зазнали великих утрат. Незважаючи на те, що їхні дії були безрезультатними, еретрійці та афіняни розгнівали Дарія, тому він вирішив помститися обом містам. У битві при Ладі (494 рік до н. е.) основні сили іонійців були розгромлені перським флотом, а до 493 року до н. е. повстання було повністю придушене. Під час повстання Дарій розширив кордони імперії до островів на сході Егейського моря і Пропонтиди, що не були перськими володіннями до повстання. Після його придушення перси почали планувати, як їм ліквідувати загрозу з боку Греції і покарати Афіни та Еретрію.
У 492 році до н. е. Дарій послав експедицію в Грецію під командуванням Мардонія. Мардоній повторно завоював Фракію і змусив Александра I Македонського вступити в союз з Персією, але через загибель флоту експедицію довелося закінчити. У 490 році до н. е. Дарій вирішив відправити флот на чолі з Артаферном (сином сатрапа Лідії) і мідійцем Датісом. Мардоній був поранений в попередній кампанії і впав у немилість. Метою походу було завоювати Кікладські острови, покарати Наксос (який відбив напад персів у 499 році до н. е.), а потім змусити Афіни і Еретрію підкоритися або зруйнувати ці міста. Перси взяли Наксос, а в середині літа підпливли до Евбеї.
Коли еретрійці дізналися, що перси збираються напасти на них, вони звернулися до афінян з проханням надіслати підкріплення. Афіняни відповіли згодою і відправили 4000 афінських колоністів з евбейського міста Халкіди на допомогу еретрійцям. Ці колоністи були поселені в Халкіді після перемоги Афін над Халкідою близько 20 років тому. Однак, коли ці афіняни прибули в Еретрію, один впливовий еретрієць Есхін порадив їм піти. Афіняни послухалися поради Есхіна, «переправилися в Ороп і врятувалися».
Еретрійці не змогли виробити чіткого плану дій; за словами Геродота, «вони закликали на допомогу афінян, але згоди між ними не було». Пропонувалися три різних плани — одні хотіли здатися персам, прагнучи отримати з цього користь, інші хотіли бігти в гори на Евбеї, а треті хотіли битися. Однак, коли перси висадилися на їх території, було прийняте рішення не залишати міста і спробувати витримати облогу.

## Сили сторін

### Еретрійці
Геродот не наводить даних про чисельність еретрійців. Ймовірно, в обороні міста брала участь більшість громадян міста, але чисельність населення Еретрії невідома.

### Перси

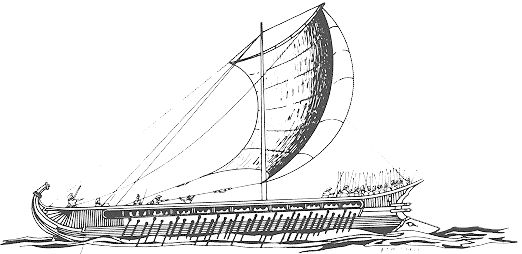
Трієра (трирема), основний тип суден, що використовувався греками і персами.

За Геродотом відправлений Дарієм флот складався з 600 трієр. Геродот не наводить даних про чисельність перської армії, лише заявивши, що піхота була «численним і прекрасно спорядженим військом». Що стосується інших стародавніх джерел, поет Сімонід, ще один сучасник подій, називає кількість у 200 000, в той час як більш пізній письменник, римлянин Корнелій Непот писав про 200 тисяч піхоти і 10 000 вершників, з яких тільки 100 тисяч билися у битві, Плутарх і Павсаній називають число 300 тисяч, також як і словник Суда. Платон і Лісій стверджували, що персів було 500 тисяч, а Юстин — 600 000.
Сучасні історики оцінюють чисельність піхоти від 20 000 до 100 000 з консенсусом, можливо, 25 000; чисельність вершників вони визначають як 1000 осіб.

## Облога
Еретрійці обрали стратегію оборони. В будь-якому разі, так як перська армія тільки два рази зазнавала поразки в минулому столітті, а греки боролися з персами поки що безуспішно, це, ймовірно, було розумною стратегією. Так як перси прибули на кораблях, цілком імовірно, що у них було мало облогових машин.
Перси пристали до берега в трьох різних місцях, висадилися і попрямували прямо до Еретреї. Потім вони почали облогу міста. Замість того, щоб пасивно оточити місто, перси, схоже, енергійно атакували стіни. Геродот писав, що боротьба була запеклою і обидві сторони зазнали важких втрат. Проте після шести днів боїв два знатних еретрійця Євфорб і Філагр відкрили ворота персам. Перси увійшли в місто, розграбували його, спалили храми і святилища в помсту за спалення Сард. Ті громадяни, які були захоплені в полон, були навернені в рабство за наказом Дарія.

## Наслідки
Перси пробули у Еретрії кілька днів і попливли до узбережжя Аттики. Вони залишили полонених еретрійців на острові Егілія перед висадкою в Марафонській бухті в Аттиці. Наступною метою персів були Афіни. Афіняни рушили зі свого міста проти перських військ і заблокували виходи з Марафонської рівнини. Через кілька днів афіняни і платейці, які приєдналися до них, нарешті вирішили напасти на персів і здобули перемогу в знаменитій битві при Марафоні. Після бою перси, яким вдалося вижити, бігли до своїх кораблів, взяли еретрійців з Егілії, а потім відпливли назад у Малу Азію.
Коли перський флот прибув у Малу Азію, Датіс і Артаферн передали полонених еретрійців Дарію. Він не заподіяв їм шкоди і поселив їх у місті Ардерікка в Кіссії. Вони жили там, зберігаючи свої звичаї і мову, і в той час, коли Геродот писав свою «Історію», і коли Александр Македонський завойовував Персію.
Після закінчення експедиції Дарій почав збирати нову армію, з якою він хотів повністю підпорядкувати Грецію, проте в 486 році до н. е. повстав Єгипет і експедицію довелося відкласти. Дарій помер під час підготовки до походу на Єгипет, трон Персії перейшов до його сина Ксеркса I. Ксеркс придушив Єгипетське повстання і почав підготовку до вторгнення в Грецію. Друге перське вторгнення в Грецію почалося в 480 році до н. е. і спочатку перси досягли певних успіхів у битвах при Фермопілах і Артемісії. Але поразка в битві при Саламіні стала вирішальною, а в наступному році греки здобули ще одну велику перемогу при Платеях.

### Першоджерела
- Геродот. Історія
- Ктесій. Історія Персії (переказана в епітомах Фотія)
- Діодор Сицилійський. Історична бібліотека
- Фукідід. Історія
- Цицерон. Про закони
- Корнелій Непот. Мильтиад
- Плутарх. Мораль
- Павсаній. опис Еллади
- Словник Суда
- Платон. Менексен
- Юстин. Епітома «Історії Філіппа» Помпея Трога
- Лісій. Промови

### Англійською мовою
- Holland, Tom (2005). Persian Fire. London: Abacus. ISBN 978-0-349-11717-1.
- Lloyd, Alan Tom (2004). Marathon:The Crucial Battle That Created Western Democracy. Souvenir Press. ISBN 0-285-63688-X.. {{cite book}}: Перевірте значення |isbn=: недійсний символ (довідка)
- Green, Peter (1970). The Greco-Persian Wars. Berkeley: University of California Press. ISBN 0-520-20573-1.
- Lazenby, JF. (1993). The Defence of Greece 490—479 BC. Aris & Phillips Ltd. ISBN 0-85668-591-7.
- Fox, Robin Lane (1973). Alexander the Great. Penguin. ISBN 0-14-008878-4.
- Fehling, D. (1989). Herodotus and His «Sources»: Citation, Invention, and Narrative Art. Translated by J.G. Howie. Leeds: Francis Cairns. ISBN 0-14-008878-4.
- Finley, Moses (1972). Introduction. Thucydides – History of the Peloponnesian War (translated by Rex Warner). Penguin. ISBN 0140440399.
- Higbie, C. The Lindian Chronicle and the Greek Creation of their Past. Oxford University Press, 2003.

### Російською мовою
- Белох, Ю. Освободительные войны. Греческая история. Т. I.
- Вэрри, Дж. (2009). Войны античности от греко-персидских войн до падения Рима. М.: Эксмо. ISBN 978-5-699-30727-2.
- Голицынский, Н. С. (1872). Первая греко-персидская война (500-449). Всеобщая военная исторія древнихъ временъ. СПб.: Типография А. Траншеля.
- Егер, О. Всемирная история. Т. 1. Древний мир. М.: АСТ, Полигон. ISBN 978-5-17-050157-1.
- Кузищин В. И., Гвоздева Т. Б., Строгецкий В. М., Стрелков А. В. (2011). История Древней Греции. М.: Академия. ISBN 978-5-7695-7746-8.
- Курциус Э. (2002). История Древней Греции. Т. I. М.: Харвест. ISBN 985-13-1123-5.
- Лурье С. Я. (1993). История Греции. СПб.: Издательство С.-Петербургского ун-та.
- Сергеев В. С. (2002). История Древней Греции. СПб.: Полигон. ISBN 5-89173-171-1.
- Холмс Р., Эванс М. (2009). Поле битвы. Решающие сражения в истории. СПб.: Питер. ISBN 978-5-91180-800-6.
- Шустов В. Е. (2006). Войны и сражения Древнего мира. Ростов-на-Дону: Феникс. ISBN 5-222-09075-2.
- Энглим С. и др. (2007). Войны и сражения Древнего мира. 3000 год до н. э. - 500 год до н. э. Ростов-на-Дону: Эксмо. ISBN 5-699-15810-3.
- Эретрия // Энциклопедический словарь Брокгауза и Ефрона : в 86 т. (82 т. и 4 доп. т.). — СПб., 1890—1907. (рос. дореф.)